# Sierra de Utrera
Sierra de Utrera är en ås i Spanien.   Den ligger i provinsen Provincia de Badajoz och regionen Extremadura, i den centrala delen av landet, 270 km sydväst om huvudstaden Madrid.